# Chronique du soleil à la fin de l'ère Edo
Pour plus de détails, voir Fiche technique et Distribution.
Chronique du soleil à la fin de l'ère Edo (幕末太陽伝, Bakumatsu taiyōden) est un film japonais réalisé par Yūzō Kawashima, sorti en 1957. Situé dans les dernières années de l'époque Edo, il suit les tribulations de Saheiji, un homme désinvolte qui se retrouve piégé par ses dettes dans un quartier de plaisirs de Tokyo. Le film met en scène un éventail de personnages issus de différentes strates sociales, tels que des geishas, des samouraïs et des commerçants, reflétant une société en plein bouleversement à l'aube de la modernisation. Frankie Sakai incarne avec brio le protagoniste principal, conférant au film une dynamique à la fois légère et incisive.

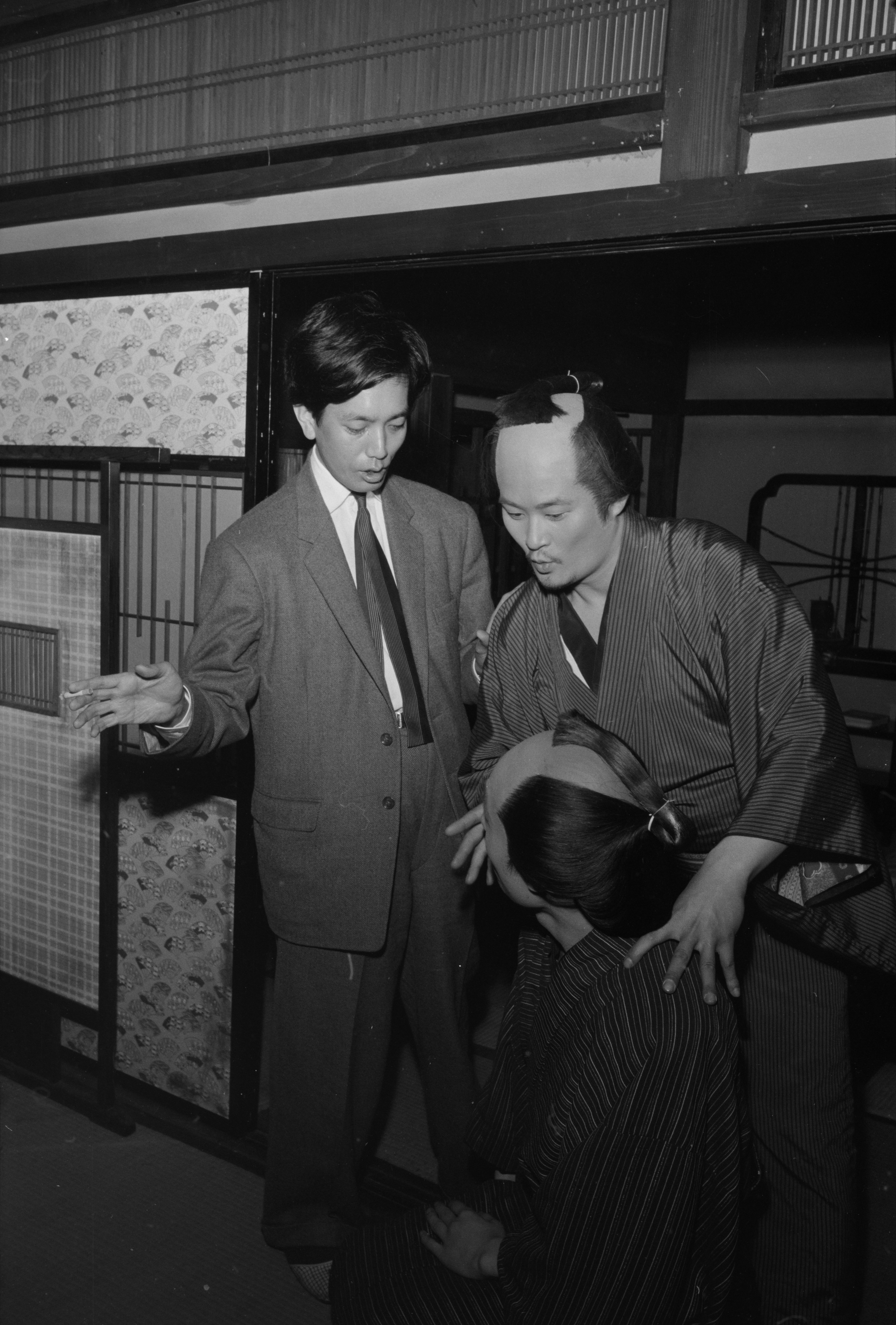
Yūzō Kawashima (à gauche) et Frankie Sakai pendant le tournage du film.

Mêlant humour, satire sociale et critique subtile des structures de pouvoir de l'époque, Chronique du soleil à la fin de l'ère Edo se distingue par son rythme vif, ainsi que son approche innovante et son traitement original de la fin du shogunat Tokugawa. Bien que le film n'ait pas rencontré un succès immédiat lors de sa sortie, il est aujourd'hui reconnu comme l'un des chefs-d'œuvre de Yūzō Kawashima et une œuvre importante du cinéma japonais, ayant influencé plusieurs réalisateurs de la nouvelle vague japonaise, tels que Shōhei Imamura.

## Synopsis
Au cours des derniers jours de l'ère du Bakumatsu, Saheiji, un acteur complètement fauché, et trois amis visitent un bordel dans le quartier des divertissements de Shinagawa à Tokyo. Après avoir passé la nuit là-bas, Saheiji est obligé d'admettre qu'il n'a pas d'argent pour payer, il est donc retenu en otage et doit travailler pour l'établissement. Son adresse et son imagination le sauveront. Pendant ce temps, un groupe de samouraïs cherche à éliminer tous les étrangers qui croisent leur chemin.
Saheiji attire tous les employés, des propriétaires de bordels aux prostituées, résout avec succès tous les différends avec les clients en utilisant son esprit et remplit ses poches. Cependant, peu à peu, il s'avère que, apparemment amoureux de la vie, il souffre de la tuberculose et que son avenir est incertain.

## Fiche technique
- Titre du film : Chronique du soleil à la fin de l'ère Edo[1]
- Titre original : 幕末太陽伝 (Bakumatsu taiyōden?)[2]
- Réalisation : Yūzō Kawashima
- Scénario : Hisashi Yamanouchi, Yūzō Kawashima et Shōhei Imamura
- Assistant-réalisateur : Shōhei Imamura
- Photographie : Kuratarō Takamura
- Montage : Tadashi Nakamura
- Musique : Toshirō Mayuzumi
- Producteur : Takeshi Yamamoto
- Société de production : Nikkatsu
- Pays d'origine :  Japon
- Langue originale : japonais
- Format : noir et blanc - 1,37:1 - 35 mm - son mono
- Genre : comédie satirique
- Durée : 110 minutes[3]
- Date de sortie :
  - Japon : 14 juillet 1957[3]

## Distribution

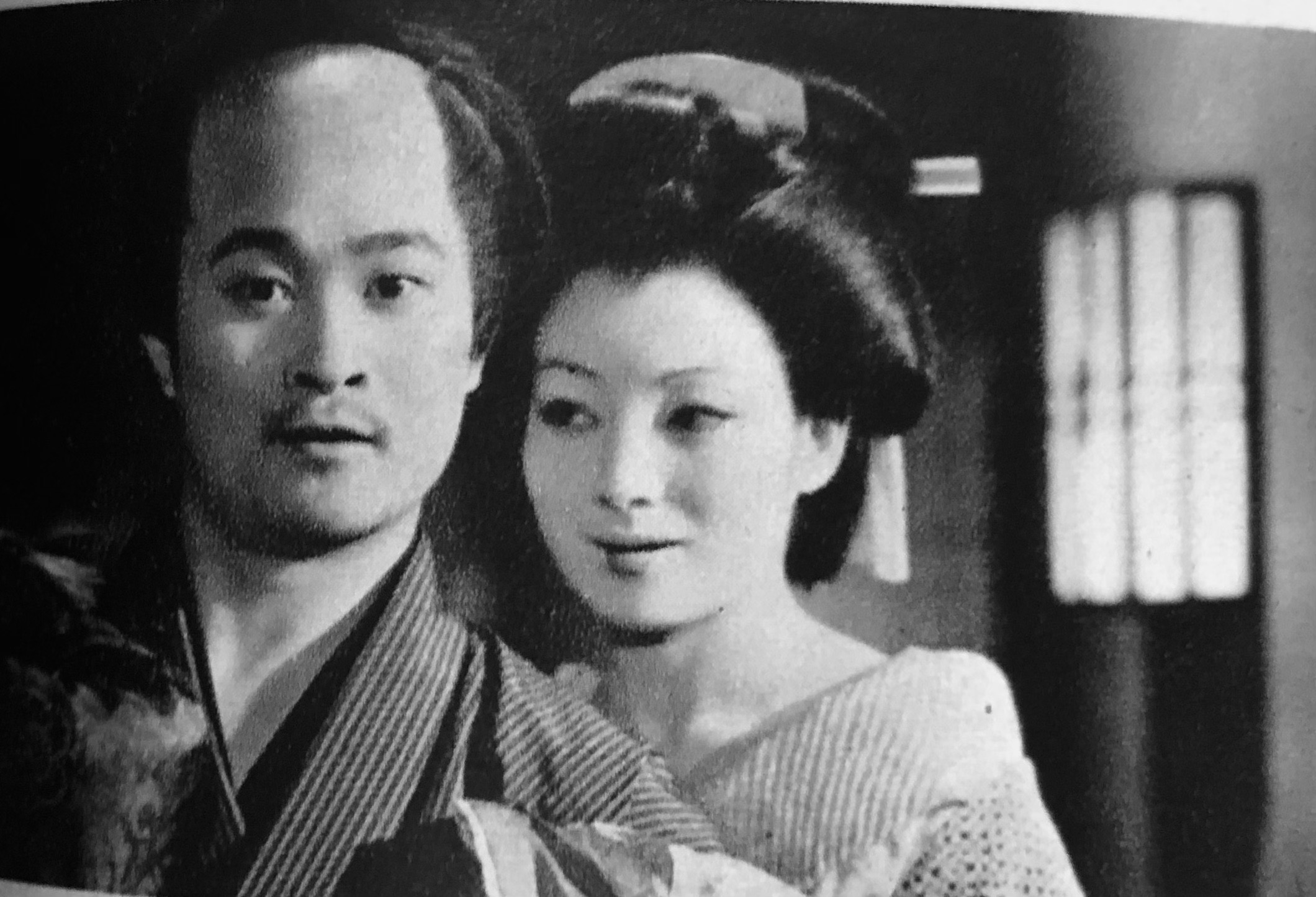
Scène du film avec Frankie Sakai et Sachiko Hidari.

- Frankie Sakai : Inokori Saheiji, l'acteur
- Sachiko Hidari : Osone, une geisha
- Yōko Minamida : Koharu, une geisha
- Yūjirō Ishihara : Shinsaku Takasugi
- Akira Kobayashi : Kusaka Genzui
- Izumi Ashikawa : Ohisa

## Autour du film
Le film le plus célèbre de Yūzō Kawashima, réalisé en collaboration étroite avec Shōhei Imamura, a été classé parmi les dix meilleures œuvres cinématographiques japonaises par la revue Kinema Junpō en 1999.
L'acteur Shōichi Ozawa estime, à propos du film et de Yūzō Kawashima, que « celui-ci possédait un don très pointu, mais en même temps il était très négligent. (...) J'aimais beaucoup son côté nonchalant, mais Shōhei Imamura (son assistant, scénariste et futur réalisateur de La Ballade de Narayama) ne pouvait pas accepter. En tant qu'assistant-réalisateur, il s'est occupé de pallier ces négligences. Je considère que Chronique du soleil... est un film presque coréalisé par Kawashima et Imamura. »
Shōhei Imamura précise toutefois que Chronique du soleil à la fin de l'ère Edo est la première réalisation dans laquelle Kawashima affirme pleinement un style et un univers personnel. C'est, en réalité, à partir de son entrée, en 1954, à la Nikkatsu que Kawashima a la possibilité de faire des films comme il les souhaite. Imamura note tout de même : « Kawashima n'était pas intéressé par la grammaire conventionnelle du cinéma et il coupait souvent n'importe comment. (...) il ne se préoccupait pas des détails. » En outre, dit-il, le film aurait dû montrer que « les citoyens d'Edo, en dépit de leur frivolité proverbiale, se sont révoltés contre l'oppression. »
Mais, Kawashima réagissait, de toute manière, contre la tendance des meilleurs cinéastes japonais qui réalisaient des films sérieux sur les problèmes de société. Il se pose, ici, comme dans ses futures réalisations, en tant qu'illustrateur de la frivolité japonaise en inventant la comédie de mœurs imprégnée d'esprit rakugo (forme populaire de monologue comique), décrivant avec légèreté et humour des personnages d'imbéciles tentant de se mettre au diapason de la mode.
Lors de la présentation de quelques-uns des films de Kawashima au Festival international du film de Rotterdam en 1991, Imamura, tout autant marqué par Kawashima que fondamentalement différent de caractère, prévient cependant : « Malgré son ton grotesque, il y a chez Kawashima quelque chose qui serait comme un courant sous-jacent très pessimiste, très sombre sur la vie. » Des rapprochements, non dénués d'intérêt, ont d'ailleurs été établis entre Jacques Tati et l'auteur de Chronique du soleil à la fin de l'ère Edo.
Donald Richie souligne également l'admiration que professait Kawashima, à l'endroit de Sadao Yamanaka et de Yasujirō Ozu, pour leur travail d'organisation géométrique à angle droit. « La Chronique du soleil... rappelle fréquemment Pauvres humains et ballons de papier. Kawashima, comme Yamanaka, cherchait à montrer l'interaction entre espaces et gens : que l'espace soit ou non étranger dépend de la situation, de ce qui s'y passe ».